# R.80 (dirigible)
El R.80 fue un dirigible rígido británico que voló por primera vez el 19 de julio de 1920 y fue el primer dirigible completamente aerodinámico construido en Gran Bretaña. Originalmente un proyecto militar para el Almirantazgo, se completó para el transporte comercial de pasajeros. El R.80 resultó demasiado pequeño para esta función y después de ser utilizado brevemente para entrenar al personal de la Armada de los Estados Unidos que iba a tripular el dirigible ZR-2, el R.80 fue retirado y finalmente desguazado en 1925.

## Desarrollo
La construcción fue iniciada por Vickers en su hangar de dirigibles en Walney Island, Barrow-in-Furness, en noviembre de 1917, según un diseño de Barnes Wallis y H.B. Pratt. Vickers había sido contratada originalmente para la construcción del R.37, pero debido a la falta de hangares vacantes y a una escasez de acero en tiempos de guerra que impidió la construcción de uno nuevo más grande, se utilizó en su lugar el hangar más pequeño de Walney. Este se había utilizado para construir los R.27 y R.29, y el tamaño del R.80 estuvo limitado por el pequeño tamaño del hangar.

Los trabajos avanzaron lentamente debido a la escasez de mano de obra y, con el fin de la Primera Guerra Mundial, se revisó el futuro de los dirigibles militares. El Ministerio del Aire paralizó las obras en el verano de 1919 al considerar que la nave ya no tenía valor militar ni comercial. Vickers continuó equipando la nave con objetivos comerciales en mente, pero el plan fracasó. El codiseñador H.B. Pratt completó un informe que preveía una ruta de vuelo interurbana europea, similar a la que operaba la compañía Zeppelin:
La ruta elegida a Roma es de 1000 millas terrestres, lo cual está dentro de la autonomía de la nave. Se espera que la nave vuele a una altitud máxima de 2000 pies. La ruta lo llevará sobre el sur de Inglaterra, luego sobre el Canal de la Mancha hasta París en una ruta directa. La nave entregará correo y pasajeros, y luego descenderá en dirección sureste hacia Lyon. Tras sobrevolar Lyon, virará al sur atravesando el valle del Ródano y continuará hasta Niza. En Niza, en la costa francesa, la nave virará al este, bordeará la costa y se dirigirá hacia Roma por mar. El regreso seguirá la misma ruta.

## Historia operacional
La cubierta exterior se completó en abril de 1920 y en junio la nave estaba terminada. El 19 de julio, el R.80 salió de su hangar para realizar su primer vuelo. Lamentablemente, se dañó durante el vuelo de pruebas porque no había sido lastrado adecuadamente y el gas de elevación se calentó, lo que provocó que la nave se elevara demasiado rápido. El resultado fue un gran pandeo de la estructura. La nave fue devuelta a su hangar para ser reparada, lo que llevó hasta enero de 1921. Después de más vuelos de pruebas, el dirigible voló a la estación de dirigibles de Howden, East Yorkshire, en febrero, donde se utilizó para entrenar al personal de los Estados Unidos que tripularía el R.38 (ZR-2). La Armada estadounidense realizó cuatro vuelos en la nave, con una duración total de 8 horas y 45 minutos, entre el 26 de marzo de 1921 y el 1 de junio de 1921.
Después de estos vuelos, el R.80 fue trasladado a RNAS Pulham, Norfolk. Allí se utilizó el fuselaje para análisis de tensiones y pruebas destructivas antes de ser desmantelado en 1925. En total, esta nave relativamente pequeña pero bien diseñada voló sólo 73 horas.
Aunque las pruebas habían tenido éxito, era demasiado pequeño para el uso previsto. Se aprendieron muchas lecciones y se incorporaron al diseño del R.100. Una de las innovaciones duraderas introducidas por Barnes Wallis durante la construcción fue el primer uso de cableado codificado por colores para los sistemas eléctricos de una aeronave.

## Especificaciones

### Características generales
- Longitud: 163 m (534,8 ft)
- Altura: 21 m (68,9 ft)
- Peso cargado: 38 950 kg (85 845,8 lb)
- Planta motriz: 4× motor lineal de 6 cilindros refrigerado por líquido Maybach Mb.IVa (construido por Wolseley).
  - Potencia: 180 kW (248 HP; 245 CV) cada uno.
- Volumen: 35 700 m3
- Sustentación útil: 15 100 kg

### Rendimiento
- Velocidad máxima operativa (Vno): 113 km/h (70 MPH; 61 kt)